# مارکی دو کندورسه
ماری ژان آنتوان نیکلا دو کاریتات، مارکی دو کُندرسه (به فرانسوی: Marie-Jean-Antoine Nicolas de Caritat, marquis de Condorcet) (یا نیکلا دو کندورسه) (۱۷ سپتامبر ۱۷۴۳–۲۸ مارس ۱۷۹۴) فیلسوف، ریاضیدان و دانشمند علوم سیاسی و از بزرگان عصر روشنگری بود. وی تنها اندیشمند بزرگ عصر روشنگری بود که در جریان انقلاب کبیر فرانسه در قید حیات بود. مخالفت کندورسه با خشونت‌های سازمان یافته دوران ترور و همچنین مخالفت او با اعدام لویی شانزدهم در نهایت سبب تعقیب و بازداشت وی شد. در سال ۱۷۹۴ در زندان با سم خودکشی کرد تا طعمه گیوتین نشود.
کتاب «طرحی برای تصویری تاریخی از پیشرفت ذهن بشر» از آثار اوست.

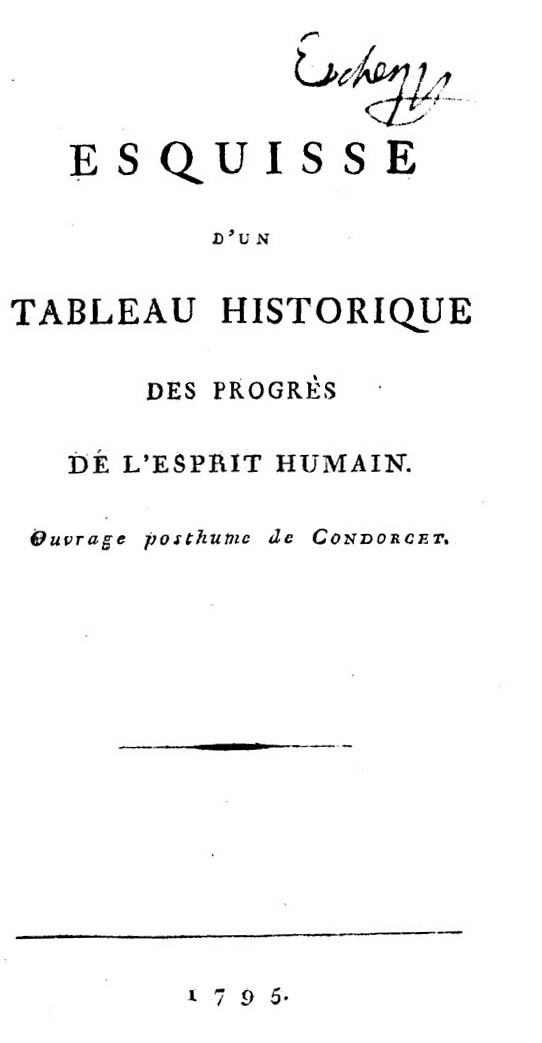
Esquisse d'un tableau historique des progres de l'esprit humain, 1795